# 23
Năm 23 là một năm trong lịch Julius. 

## Mất
- 6 tháng 10 - Vương Mãng, quyền thần nhà Hán, người về sau trở thành vị Hoàng đế duy nhất của nhà Tân, làm gián đoạn giai đoạn nhà Hán trong lịch sử Trung Quốc (sinh ngày 12 tháng 12 năm 45 TCN).
- Hiếu Bình Vương hoàng hậu